# Pozsony
Pozsony (szlovákul: Bratislava (1919-ig Prešporok), németül: Pressburg (régiesen Preßburg), latinul: Posonium) Szlovákia fővárosa és egyben legnagyobb városa. Az ország délnyugati részén, az Ausztriával és Magyarországgal közös határháromszögben, a Kis-Kárpátok lábánál fekszik, elfoglalva a Duna mindkét partját és a Morva bal partját. Ausztria és Magyarország határán ez az egyetlen nemzeti főváros, amely két szuverén állammal határos. Európa egyik legkisebb fővárosa. Hivatalosan a város lakossága 2020-ban mintegy 441 000 fő, azonban elővárosokkal több mint 650 000.
A város történelmét számos nemzet befolyásolta, köztük a bolgárok, csehek, horvátok, magyarok, németek, osztrákok, szerbek, szlovákok és zsidók. Első írásos említése 907-ből való, ugyanezen évben zajlott a város környékén a magyar honfoglalást lezáró pozsonyi csata is. Ez volt a Magyar Királyság koronázási helye, törvényhozó központja és fővárosa 1536 és 1783 között, tizenegy magyar királyt és nyolc királynét koronáztak meg a Szent Márton-székesegyházban. A legtöbb magyar országgyűlést itt tartották a 17. századtól a magyar reformkorig, és a város számos magyar, német és szlovák történelmi személynek adott otthont.
Pozsony ma Szlovákia politikai, kulturális és gazdasági központja. Ez a szlovák elnök, a parlament és a szlovák végrehajtó testület székhelye. Számos egyetem, múzeum, színház, galéria és más kulturális és oktatási intézmény működik itt. Szlovákia nagyvállalatainak és pénzintézeteinek nagy részének itt van a központja.

## Neve

### Magyar nevének etimológiája
Pozsony neve a régi magyar Poson személynévből (valószínűleg a vár első ispánjáról) ered. Maga a személynév eredhet a cseh Pos, de lehet a német Poscho személynévből is.
A 18. század végéig a magyar neve Posony, a 19. század elejétől egyre inkább a Pozsony név volt használatos.

### Szlovák neve
A szlovák név előzménye a 907-ben említett Braslavespruch, illetve Brezalauspruch alak. Ez a szláv Braslav személynév és a német Burg (= vár) főnév összetétele. Ebből lett a német nyelvterületen ma is használatos Pressburg.
A Braslavespruch, illetve Brezalauspruch nevek Pozsonyhoz kötése tudományos szempontból rendkívül problematikus. Braszlav Alsó-Pannonia szlovén hercege volt, mint keleti frank hűbéres 892-907 között. A mai Pozsony területéhez semmilyen módon nem kapcsolódott tevékenysége, írott forrás nem szól erről. Valójában 896-tól a Mocsárvár, Blatenski Grad/Mosaburg ura volt, Arnulf keleti frank király akaratából. A magyarok 907-ben Mosaburgnál ütközhettek meg a Pannóniát visszahódítani kívánó bajorokkal, az ütközet Pozsony környékére helyezése Aventinus 16. századi bajor humanista történész téves rekonstrukciója, a valóban Pozsony alatt lezajlott 900-as ütközet mintájára. A két ütközet leírása szinte szóról szóra azonos Aventinusnál, azonban míg a 900-as események a kortárs Fuldai Évkönyvek alapján valóban leírása szerint történtek, a 907-es hadjáratra ma már nem ismert részletes kortárs forrás.
Mai hivatalos neve 1837-ben keletkezett úgy, hogy P. J. Šafárik szlovák történetíró, régész tévesen rekonstruálta a város régi nevét: azt hitte, hogy az nem a Braslav, hanem a Bratislav névből származik. Korábban a város szlovák neve Prešporok/Prešporek volt.
Az 1919-es év rendkívül változatos és fordulatokkal teli esztendő volt az egy évvel korábban alakult Csehszlovák Köztársaság életében. „Különösen bonyolult volt a helyzet az iparilag legfejlettebb Duna-parti városban, Pozsonyban. Elsősorban azért, mert a város 80 százalékát alkotó német és magyar lakosok elutasították az újonnan alakult országot.” 1919. január 1-jén cseh és olasz legionáriusok foglalták el a várost, majd három napra rá Vavro Šrobár veszi át az ellenőrzést felette. Ebben az időben a település neve még mindig Prešpork (Pozsony, Pressburg), bár a cseh legionáriusok maguk között Wilson-városnak nevezték (Wilsonovo město), az amerikai elnök iránti tiszteletből.
A prágai kormány Šrobár képviseletében február 2-án hozott döntést a város nevének megváltoztatásáról. Pozsony ekkor még mindig a történelmi Magyarország része volt, bár cseh katonai megszállás alatt. Ekkor a Bratislav nevet kapta, ami a cseh névhasználatban elterjedt Vratislav, Břeclav, Zbraslav nevekkel állítható párhuzamba. Vavro Šrobár intervenciója után a minisztertanács elnöksége Prágában bejelentette (1919. március 26.), hogy Prešporok helyett a Bratislava elnevezést kell ezután használni.

### Blava
Blava névváltozata a szlovák szlengben széles körben használatos.

## Fekvése

Pozsony térképe

A Duna partján, az ország délnyugati csücskében, Ausztria és Magyarország határainak közvetlen közelében, a Kis-Kárpátok előterében fekszik. Pozsonyban öt híd ível át a Duna felett. A legnyugatibb és egyben a leghosszabb a Lanfranconi híd, amely a D2-es autópálya hídja. Tőle keletre az óvárosban található a Szlovák Nemzeti Felkelés hídja, Pozsony egyik jelképe. A folyón lejjebb az Öreg híd következik, amelynek elődjét legelső állandó hídként Ferenc József hídra keresztelték. A sorban a kecses Apollo híd következik, mint legifjabb átkelője a városnak. A legkeletibb a Kikötői híd, amelynek alsó szintjén vasút, míg felül a D1-es autópálya vezet.

## Éghajlat
| Hónap                         | Jan. | Feb. | Már. | Ápr. | Máj. | Jún. | Júl. | Aug. | Szep. | Okt. | Nov. | Dec. | Év   |
| ----------------------------- | ---- | ---- | ---- | ---- | ---- | ---- | ---- | ---- | ----- | ---- | ---- | ---- | ---- |
| Átlagos max. hőmérséklet (°C) | 2,4  | 5,0  | 10,6 | 16,0 | 21,6 | 24,5 | 26,9 | 26,7 | 21,7  | 15,4 | 7,6  | 3,6  | 15,2 |
| Átlagos min. hőmérséklet (°C) | −3,5 | −2,2 | 1,3  | 4,9  | 9,6  | 12,9 | 14,7 | 14,5 | 10,7  | 5,6  | 1,4  | −1,5 | 5,7  |
| Átl. csapadékmennyiség (mm)   | 42   | 37   | 36   | 38   | 54   | 61   | 52   | 52   | 50    | 37   | 50   | 48   | 557  |
| Havi napsütéses órák száma    | 65   | 82   | 152  | 204  | 263  | 270  | 276  | 270  | 207   | 143  | 60   | 46   | 2038 |
| Forrás: worldweather.org      |      |      |      |      |      |      |      |      |       |      |      |      |      |

## Története
Területén már az újkőkorban (neolitikum) éltek emberek. A Várhegyen már a honfoglalás előtt római, majd morva erődítmény állott. Vratislav morva fejedelem erős favárat építtetett ide.
907. július 4-én a honfoglalást lezáró pozsonyi csatában a magyar sereg sorsdöntő győzelmet aratott a jelentős túlerővel felvonuló Keleti Frank Királyság serege felett. A csatában a németek hadvezére, Luitpold bajor herceg is elesett. A megsemmisítő vereséget szenvedő németek az Enns folyóig kényszerültek visszavonulni, mely ezt követően 955-ig képezte a határt.
A Pannonhalmi Apátság 1002-ben írott alapítólevelének záradékában Szent István a pozsonyi vám harmadát az apátságnak adományozta. Ezen alapítólevél már Poson néven említi. Az adományt 1137-ben II. Béla erősítette meg. 1138-ban castrum Posonium néven említik.

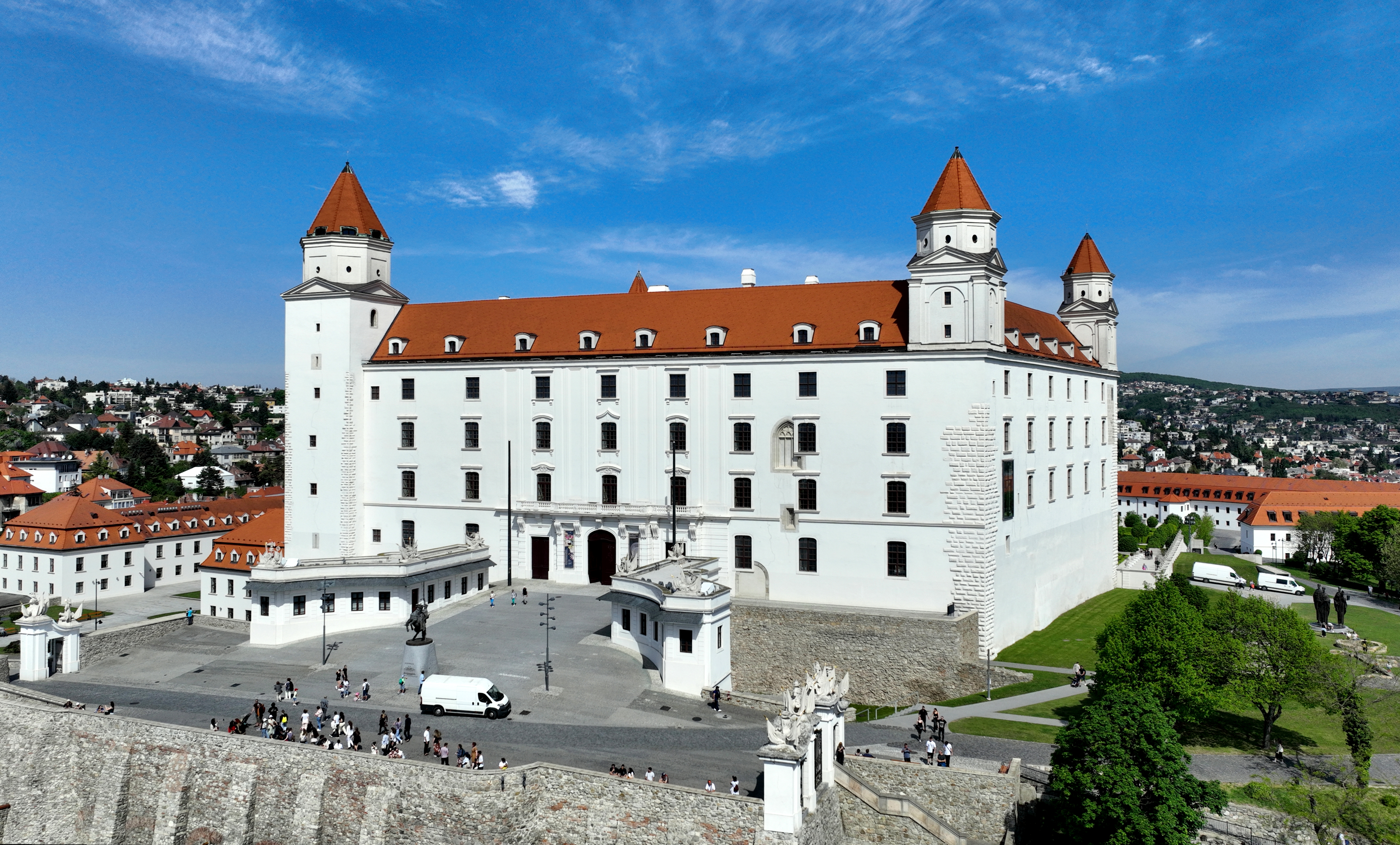
A pozsonyi vár

Itt létesült az első magyar várispánság. A 11. századtól Pozsony vármegye székhelye és káptalani székhely lett. A 11. század elején új erődítések folytak a várhegyen. 1051-ben a várat ostromló német hajókat a magyarok (Búvár Kund mondája) elsüllyesztették. 1077-ben a várba zárkózott Salamon király I. Géza seregei elől, aki ki akart békülni vele, de a tárgyalások közben április 25-én meghalt. 1108-ban V. Henrik német-római császár serege ostromolta, de Kálmán visszaverte őket.
1146-ban rövid időre német kézre került. A 13. században bajor hospesek telepedtek itt le, ezzel elkezdődött a város polgárosodása és német jellege dominált 1918-ig. 1254. május 1-jén itt kötött békét II. Ottokár cseh királlyal IV. Béla. 1262-ben itt verte meg István herceg apja hadait. 1270-ben itt kötött békét V. István Ottokár osztrák herceggel, de 1271 elején Ottokár a várat bevette. A mosoni csata után 1271. július 2-án ismét békét kötöttek. 1273-ban Ottokár kétszer is elfoglalta. 1287-ben Albert osztrák herceg foglalta el. 1291-ben a város III. Endrétől kiváltságokat kapott (például árumegállító jogot, egyben megtiltotta, hogy megakadályozzák a jobbágyok városba költözését). Várnagya volt 1354-ben Toldi Miklós. A középkorban a várpalota körül többszörös falgyűrű épült ki.

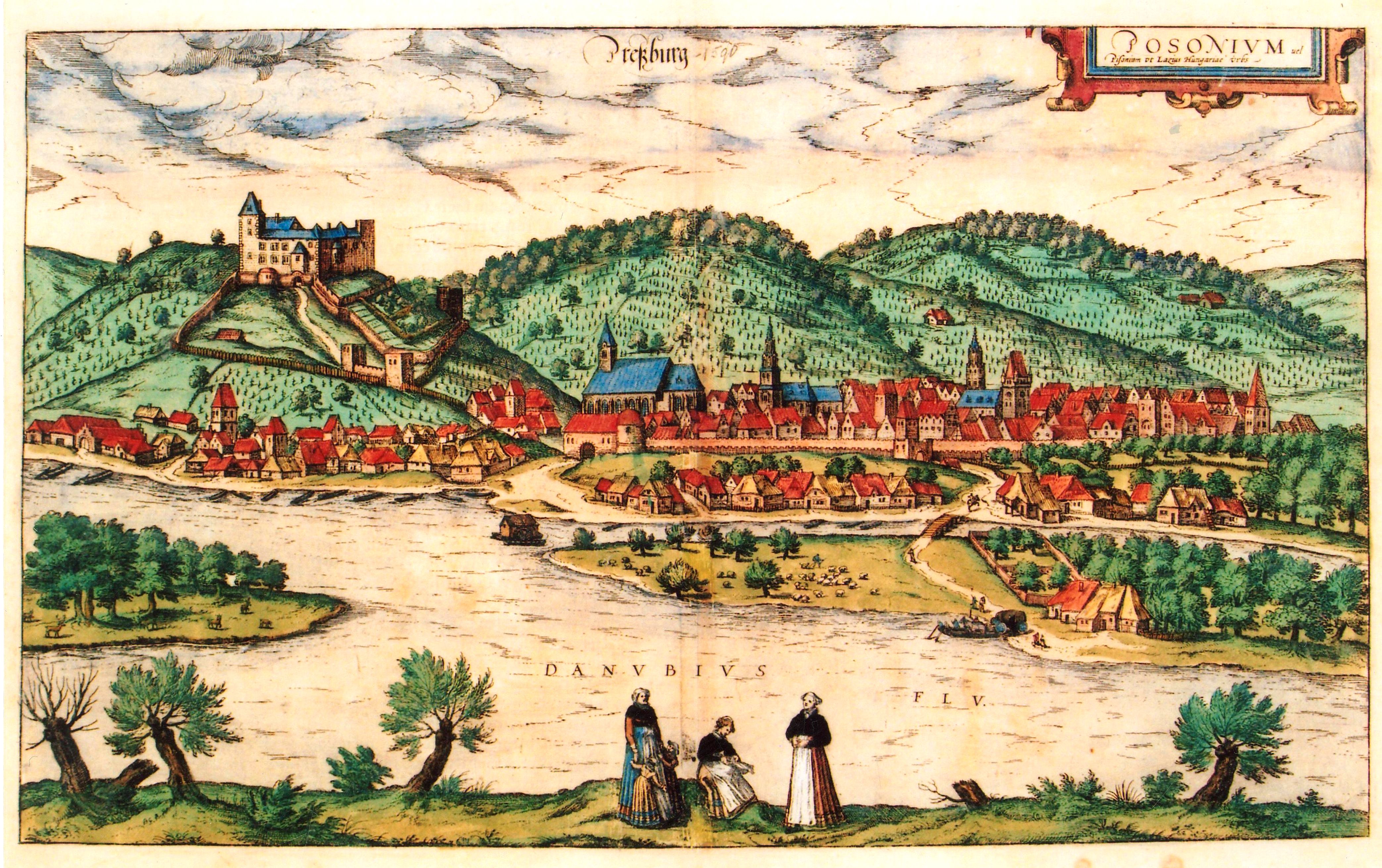
Pozsony a 16. században

1405-ben szabad királyi város, ezen belül a tárnokmester bíráskodás alá tartozó tárnoki város volt. Egyetemét 1467-ben Mátyás király alapította.
1506-ban I. Miksa német-római császár foglalta el. 1526 után az ország fővárosa lett, itt őrizték a Szent Koronát, itt koronázták a királyokat, többször volt országgyűlés színhelye.
1620-ban Bethlen Gábor seregei elfoglalták a várost. 1626. december 20-án itt kötötte meg a békét Bethlen és a császár. A Wesselényi-féle összeesküvés elnyomása után, 1674-ben Ampringen János Gáspár kormányzósága idején itt működött a protestánsok elnyomásának hírhedt eszköze, az ún. Pozsonyi vértörvényszék, amely protestáns lelkészeket gályarabságba küldött. 1683. július 29-én a város alatt győzte le Lotaringiai Károly herceg a Duna bal partján előrenyomuló Thököly Imre seregét. A Habsburgok a belsővárat reprezentatív palotává építették ki. 1780-tól a vár hanyatlásnak indult, előbb a bútorokat szállították el, majd papnevelde és kaszárnya lett.
1780-ban itt jelent meg a Magyar Hírmondó című magyar újság, 1783-tól itt működött a királyi jogakadémia. 1806-ban és 1809. június 26-án elfoglalták a franciák. Az 1809-es ágyúzásból eredő károkat az 1811. május 28-i tűzvész tetőzte be. A vár helyreállítása csak 1953-ban kezdődött meg.
1840-ben Pozsony és Szentgyörgy között indult meg az első magyar lóvontatású vasút. 1848. április 7-én itt alakult meg az első felelős magyar minisztérium. 1882 és 1919 között Evangélikus Teológiai Akadémia, 1914 és 1921 között az Erzsébet Tudományegyetem, 1921-től a Comenius Egyetem működik a városban. 1910-ben 78 229 lakosából 32 790 német (41,9%), 31 705 magyar (40,5%), 11 673 szlovák (14,9%), 1242 cseh (1,6%), 351 horvát (0,4%) és 115 lengyel volt.

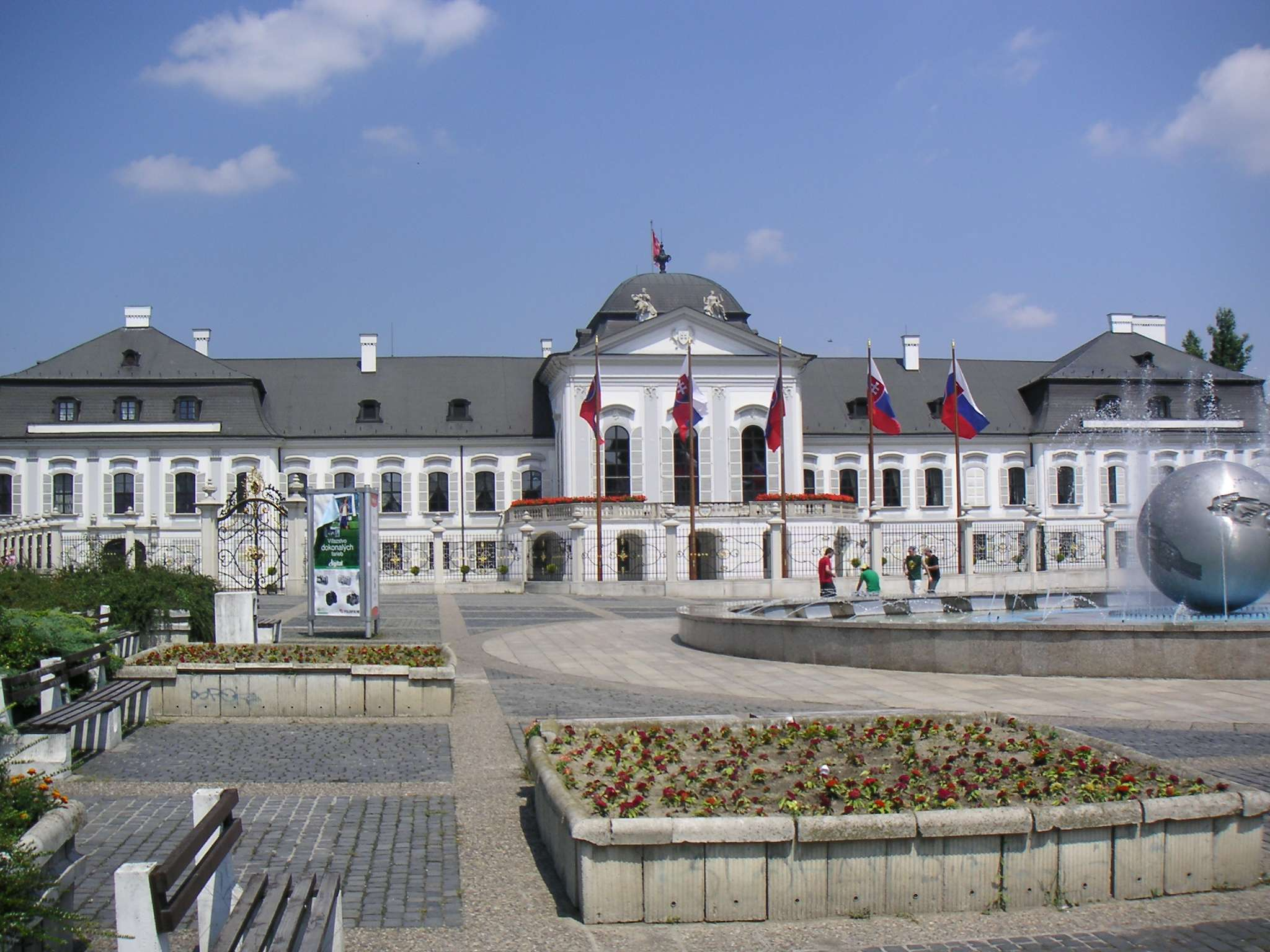
A Grassalkovich-kastély

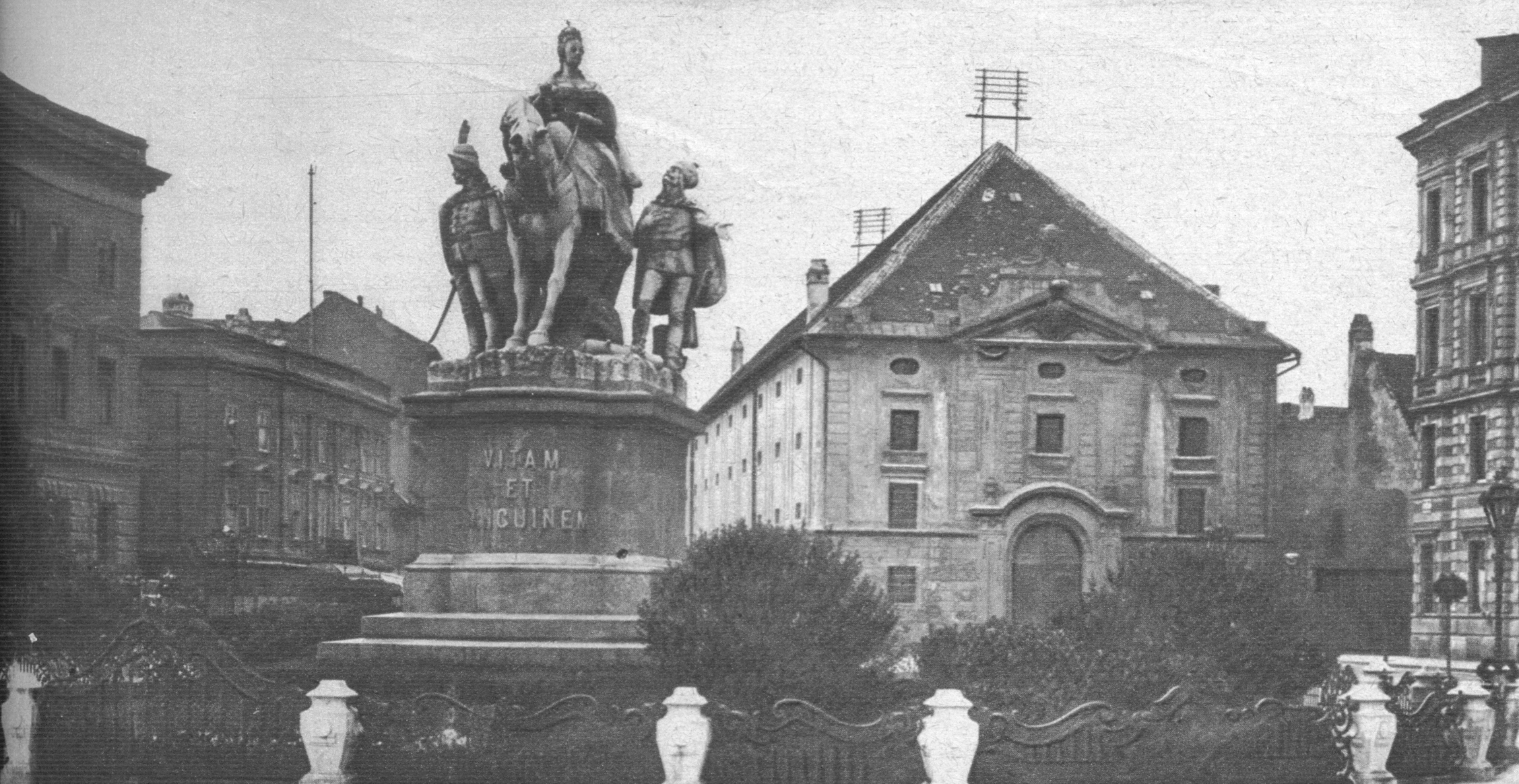
A cseh legionáriusok által lerombolt Mária Terézia-szobor (Fadrusz János alkotása)

1918. október 31-én a Csehszlovák Légió megkísérelte a város elfoglalását, de a soproni kadétiskola 16-17 éves hadapródjai, akik a Zerge-hegy Vaskutacska vonalon biztosították védelmét, sikeresen visszaverték őket. Grüneberg főhadnagy jobbára tisztekből álló lovassága pedig a Récse felőli szakaszt védte. Miután a két pozsonyi tüzérezred, az 5-ös tábori tarack és a 14-es tábori ágyús tüzérezred főként osztrák tisztekből álló parancsnoksága Bécsbe távozott, a frontról hazatérő Csatay Lajos újjászervezte a 14-es ezred egyik ütegét, mely a Zerge-hegyről lőtte és futamította meg a dévényi-tónál összesereglett cseh legionáriusokat. A város védelme azonban rövidesen tüzérségi támogatás nélkül maradt, az üteg hadrendbe állítását követő negyedik napon a budapesti hadvezetés Csatayt Szencre vezényelte át. Károlyi Mihály kormányának hatalomra kerülését követően még két hónapig volt magyar kézen a város.
1918. december 30-án a Csehszlovák Légió olasz önkéntesekkel kiegészült 33. gyalogezrede Riccardo Barecca ezredes vezetésével először bekerítette Pozsonyt; majd elfoglalta szilveszter napján Lamacsot, Dévényújfalut és a Zerge-hegyet; újév napján a pozsonyi pályaudvart és a tölténygyárat; január 2-án pedig megszállta a város fontosabb középületeit, harcok nélkül.
1919. február 4-én Pozsony lett Csehszlovákián belül Szlovákia fővárosa, és a Szlovákia igazgatásával megbízott teljhatalmú minisztériumnak a székhelye. 1919. február 12-én a város magyar és német lakosságának a megszállás elleni békés tiltakozását a Csehszlovák Légió vérbe fojtotta.
A megyeháza élére Zoch Sámuel, modori szlovák evangélikus pap került. Az új megyei közgyűlés beiktató ünnepségére 1919. május 4-én Olaszországból hazaérkező Milan Rastislav Štefánik, a csehszlovák légió szervezőjének repülőgépét, annak olasz trikolórja miatt (amelyet tévedésből magyarnak néztek) a repülőtér csehszlovák őrsége Pozsonyivánka felett lelőtte. A behívott magyar katonatiszteket marhavagonokban a brünni hadifogolytáborba szállították, ahol megfélemlítésül egy hétig fogva tartották őket. Hazatérésüket követően a csehszlovák államhatalom eskütételre kötelezte a tiszteket, ennek megtagadása lefokozással járt.
Az 1919-től 1938-ig terjedő első csehszlovák időszakban megkezdődik a város magyar jellegének fokozatos felszámolása: megváltoztatják a város nevét és az utcaneveket; csaknem teljesen megszüntetik a magyar és német nyelvű oktatást; eltüntetik vagy szétverik a magyar vonatkozású szobrokat; tömegesen épülnek lakások a városban megtelepedni akaró szlovákoknak, akiknek a lakhatás mellett új munkahelyekre is szükségük volt. Az első bécsi döntést követően Pozsony a Jozef Tiso vezette első Szlovák Köztársaság fővárosa lesz, de az óvárostól nyugatra levő Dévény, és a délre levő Ligetfalu – a Müncheni Egyezményt követően – a Harmadik Birodalomhoz kerül. A második világháború alatt bár a város zsidó lakosságát deportálták, az épületek megmenekültek az Apollo olajfinomító kivételével a bombázástól. 1945. április 4-én szovjet és román csapatok foglalják el a várost, amely ismét Csehszlovákia része lesz. A háború után a maradék magyar és német lakosságot erőszakkal kitelepítik, és a háborút lezáró új békeszerződés Csehszlovákiának ítéli stratégiai okokból a mai város szerves részét alkotó Horvátjárfalut, Oroszvárt és Dunacsúnt.

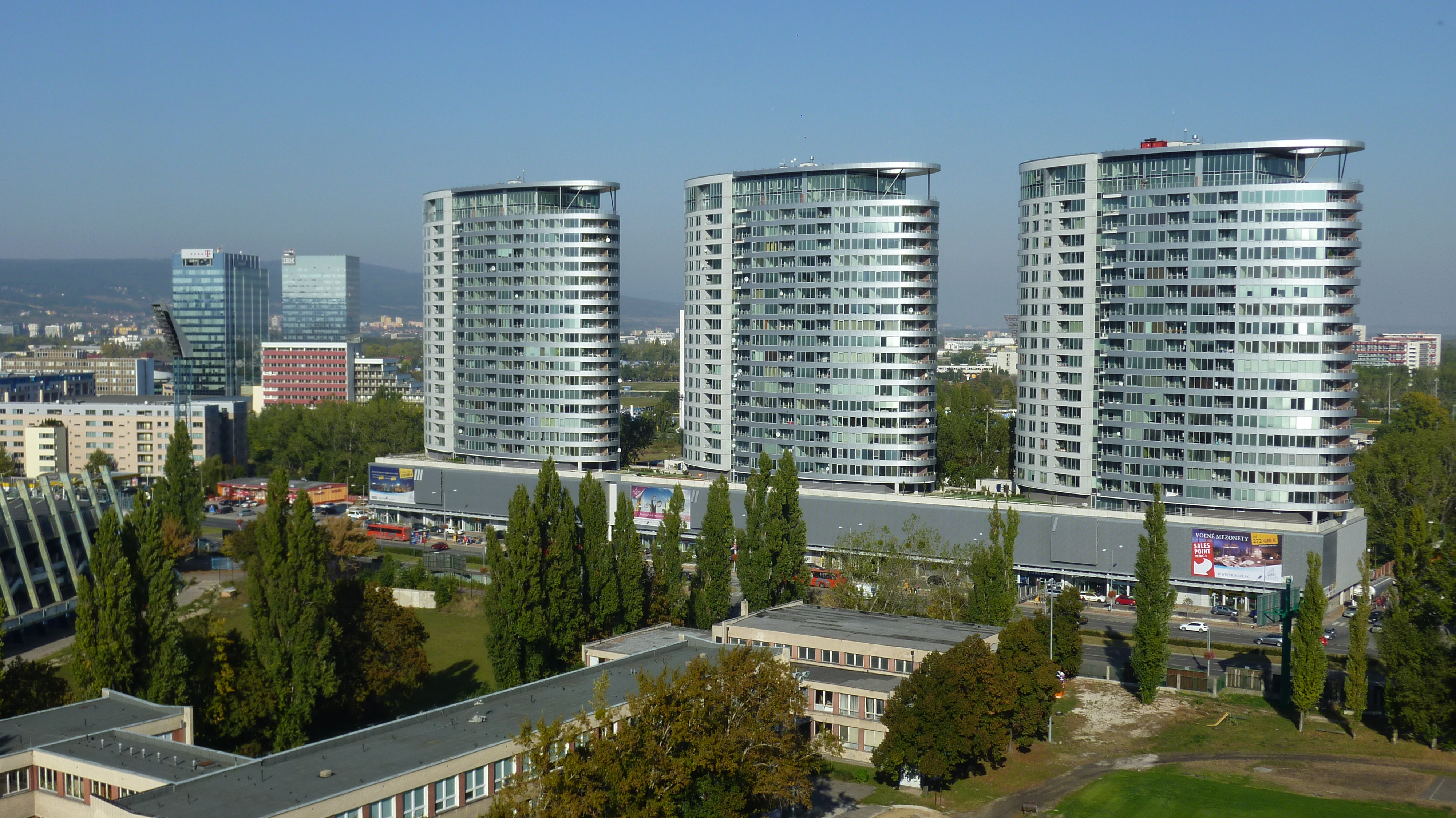
A Három torony a Bajkál utca mentén, Újvárosban

1968. október 28-án a vár – a felújításának befejezésével – helyszínéül szolgál a cseh-szlovák föderációról szóló törvény aláírásának is. 1972. augusztus 26-án készül el az óvárost és Ligetfalut összekötő 432 méter hosszú, és 21 méter széles Szlovák Nemzeti Felkelés hídja, Árpád Tesár és Jozef Lacko tervei szerint. 1978-ban kezdődött meg a ma 120 000 lakosú lakótelep építése Ligetfaluban, ennek következtében a város összlakossága megközelíti a 450 000 főt.
1993. január 1-je óta az önálló Szlovákia fővárosa.

## Demográfia

### Etnikumok
A 13. századtól a 19. századig a németek és német anyanyelvűek alkották a meghatározó, domináns etnikai csoportot. Az 1867-es kiegyezés után azonban a kormány ösztönözte a magyarosítást, és az I. világháború idejére Pozsonyban túlnyomórészt német és magyar ajkúak voltak, a szlovákok pedig a legnagyobb kisebbségben. A Csehszlovák Köztársaság 1918-as megalakulása után Pozsony soknemzetiségű város maradt ugyan, de erőteljes szlovákosítás történt; a szlovákok és csehek aránya nőtt, míg a németek és magyarok aránya csökkent. 1938-ban a lakosság 59%-a szlovák vagy cseh volt, míg a németek a lakosság 22%-át, a magyarok már csak 13%-át képviselték. Ez a 125 ezres lakosságból nagyjából 50 ezer szlovákot, 27 ezer csehet, 27 ezer német, 15 ezer magyar, és 7 ezer zsidó lakost jelent.
| Év   | Szlovák | Cseh  | Német  | Magyar | Zsidó |
| ---- | ------- | ----- | ------ | ------ | ----- |
| 1850 | 18%     | ?     | 75%    | 7.5%   | ?     |
| 1880 | 8%      | ?     | 68%    | 8%     | 16%   |
| 1890 | 16%     | ?     | 59.9%  | 19.9%  | ?     |
| 1910 | 14.92%  | ?     | 41.92% | 40.53% | ?     |
| 1919 | 33%     | ?     | 36%    | 29%    | ?     |
| 1930 | 33%     | 23%   | 25%    | 16%    | 3.83% |
| 1940 | 49%     | ?     | 20%    | 9.53%  | 8.78% |
| 1950 | 90.2%   | ?     | 0.6%   | 3.5%   | ?     |
| 1961 | 95.15%  | 4.61% | 0.52%  | 3.44%  | 0%    |
| 1970 | 92%     | 4.6%  | 0.5%   | 3.4%   | 0%    |
| 1991 | 93.39%  | 2.47% | 0.29%  | 4.6%   | 0%    |
| 2001 | 91.39%  | 2%    | 0.28%  | 3.84%  | 0%    |

### Vallási megoszlás
A 2011-es népszámlálás alapján a lakosság 52,1%-a római katolikus, 30,8%-a vallás nélküli vagy ateista, 5,3%-a evangélikus. A többi felekezet és vallás követőinek száma elhanyagolható.
A katolikusok, evangélikusok és általában a vallásosak aránya csökken, a vallástalanoké növekszik.

## Oktatás
A 2024/25-ös tanévben két alapsikolában volt magyar nyelvű oktatás. A Duna utcaiban 259 diák tanult magyarul, Pozsonypüspökin 123 diák tanult magyarul. 
| Pozsony város alapiskolai diáklétszám |          |      |
| Össz                                  | Magyarul | %    |
| 44 632                                | 382      | 0,9% |

## Városrészek
|    | Járás                                       | Városrészek                           | A Pozsonyhoz csatolás éve |
| -- | ------------------------------------------- | ------------------------------------- | ------------------------- |
| 1. | Pozsonyi I. járás (Okres Bratislava I.)     | Óváros (Staré mesto)                  | –                         |
| 2. | Pozsonyi II. járás (Okres Bratislava II.)   | Főrév vagy Ruzsinó (Ružinov)          | 1946                      |
| 2. | Pozsonyi II. járás (Okres Bratislava II.)   | Pozsonypüspöki (Podunajské Biskupice) | 1971                      |
| 2. | Pozsonyi II. járás (Okres Bratislava II.)   | Vereknye (Vrakuňa)                    | 1971                      |
| 3. | Pozsonyi III. járás (Okres Bratislava III.) | Pozsonyszőlős vagy Prácsa (Vajnory)   | 1946                      |
| 3. | Pozsonyi III. járás (Okres Bratislava III.) | Pozsony-Újváros (Nové Mesto)          |                           |
| 3. | Pozsonyi III. járás (Okres Bratislava III.) | Récse (Rača)                          | 1946                      |
| 4. | Pozsonyi IV. járás (Okres Bratislava IV.)   | Dévény (Devín)                        | 1946                      |
| 4. | Pozsonyi IV. járás (Okres Bratislava IV.)   | Dévényújfalu (Devínska Nová Ves)      | 1971                      |
| 4. | Pozsonyi IV. járás (Okres Bratislava IV.)   | Károlyfalu (Karlova Ves)              | 1944                      |
| 4. | Pozsonyi IV. járás (Okres Bratislava IV.)   | Lamacs (Lamač)                        | 1946                      |
| 4. | Pozsonyi IV. járás (Okres Bratislava IV.)   | Pozsonybeszterce (Záhorská Bystrica)  | 1971                      |
| 4. | Pozsonyi IV. járás (Okres Bratislava IV.)   | Pozsonyhidegkút (Dúbravka)            | 1946                      |
| 5. | Pozsonyi V. járás (Okres Bratislava V.)     | Dunacsún (Čunovo)                     | 1971                      |
| 5. | Pozsonyi V. járás (Okres Bratislava V.)     | Horvátjárfalu (Jarovce)               | 1971                      |
| 5. | Pozsonyi V. járás (Okres Bratislava V.)     | Oroszvár (Rusovce)                    | 1971                      |
| 5. | Pozsonyi V. járás (Okres Bratislava V.)     | Pozsonyligetfalu (Petržalka)          | 1946                      |

Pozsony kerületei

A második világháború után Köpcsény egy részét is hozzácsatolták, mely ma Pozsonyligetfalu része. Része még Szúnyogdi is, amely ma közigazgatásilag Pozsonypüspöki alá tartozik.

## Gazdaság
Pozsony 2053 km²-es területével az ország legkisebb régióját képezi. Fontos közlekedési csomópont: a Duna, valamint az úgynevezett észak–déli borostyánút kereszteződésében. A főváros fejlődését segíti a Közép-Európai régión belül központi elhelyezkedése.
Pozsony Szlovákia fő gazdasági, oktatási és kutatási központja. A kutatási kapacitás mintegy 50%-a a Pozsonyi Régióban összpontosul. Itt található a Szlovák Tudományos Akadémia kutatóintézeteinek többsége is. Ez a régió ad otthont számos kiemelkedő fontosságú szlovák egyetemnek is, köztük a Comenius Egyetemnek, a Szlovák Műszaki Egyetemnek, a Közgazdaságtudományi Egyetemnek, továbbá számos más kisebb egyetemnek is. A főváros adja az ország GDP-jének 26%-át.
Az Eurostat adatai szerint Pozsonyban 2011-ben az egy főre jutó GDP összege az EU átlagának 186 százalékát tette ki, és ebből a szempontból a szlovák főváros az unió ötödik leggazdagabb régiójának számít. 2012-ben az ország adóbevételeinek háromnegyedét Pozsonyban szedték be, holott a fővárosban az ország csaknem öt és fél millió lakosának csupán mintegy egy tizenkettede él. A 2010-es évek második felében a pozsonyi kerület az egy főre jutó GDP (PPP) szerint az Európai Unió egyik leggazdagabb régiója. A vásárlóerő-paritáson számított GDP a többi szlovák régióhoz képest körülbelül háromszor magasabb. Pozsony évente körülbelül 1 millió turistát is vonz.
1991-ben itt épített autógyárat a Volkswagen.
A fő ipari ágazatok a következők: vegyipar, gépjárműgyártás, gépipar, elektrotechnológiai ipar, valamint textilipar és  élelmiszeripar. Szlovák viszonylatban Pozsony hosszú távon megőrizte a legalacsonyabb munkanélküliségi arányt mutató régió pozícióját.

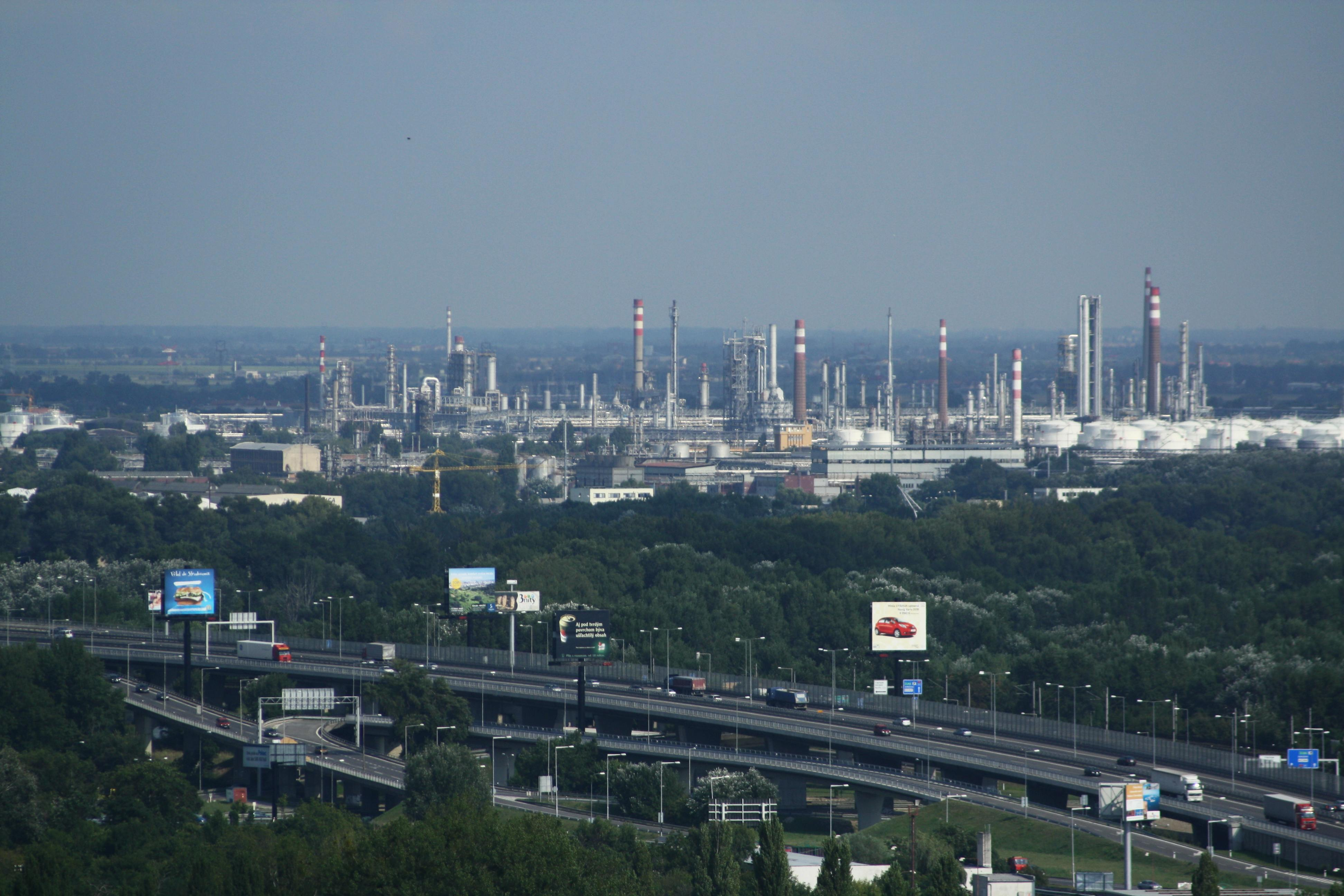
A Slovnaft olajfinomítója
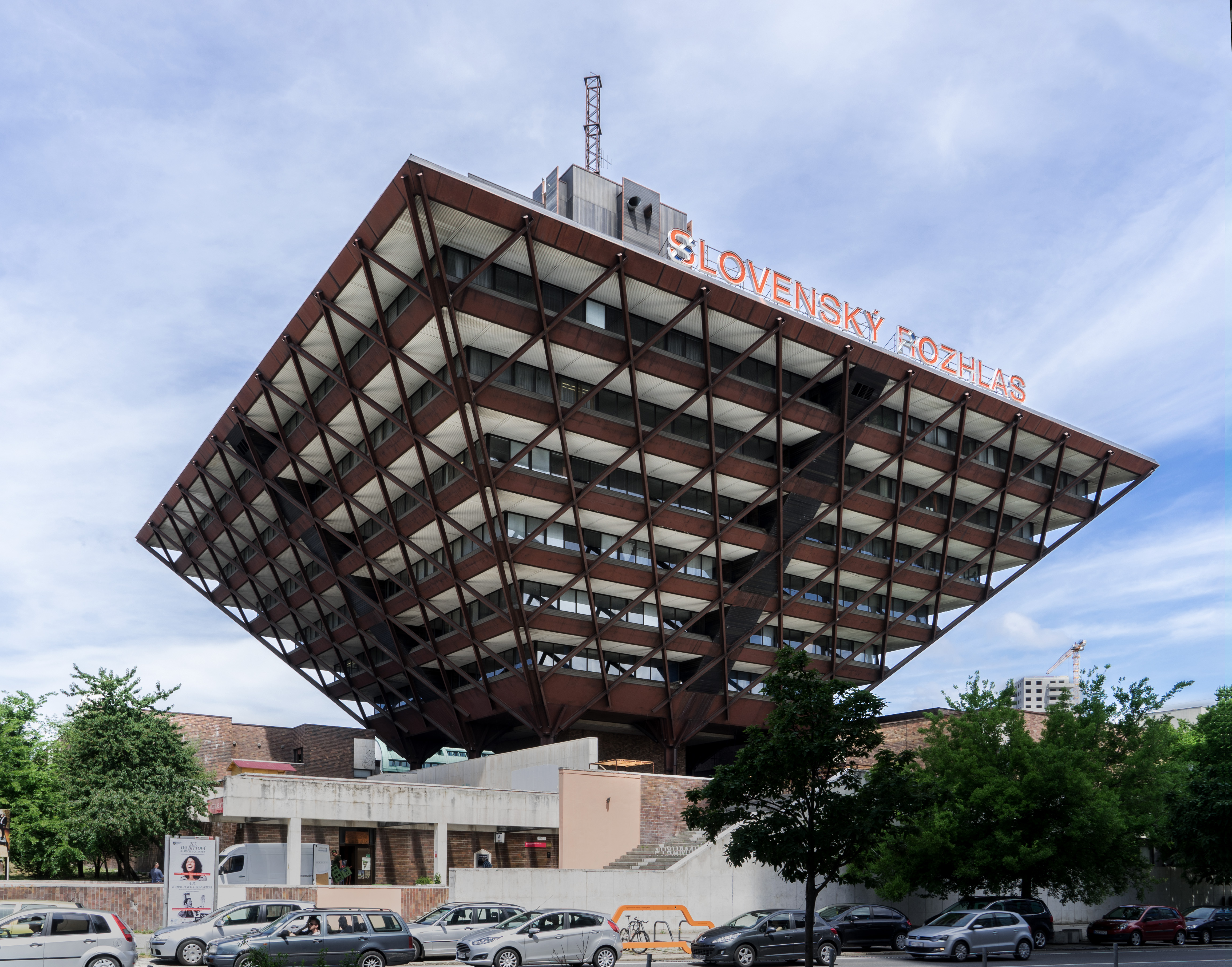
A közszolgálati rádió épülete
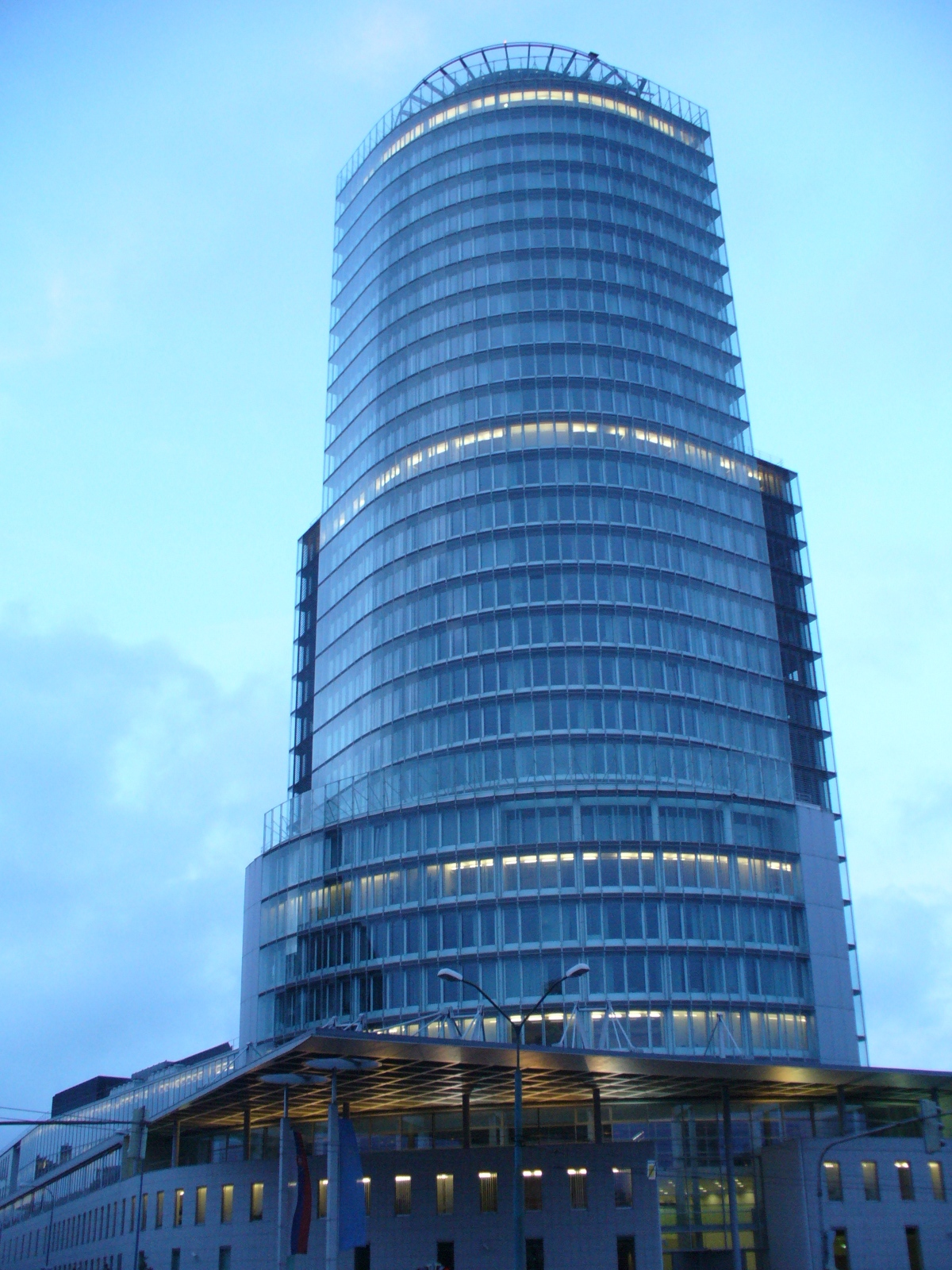
A Nemzeti Bank épülete
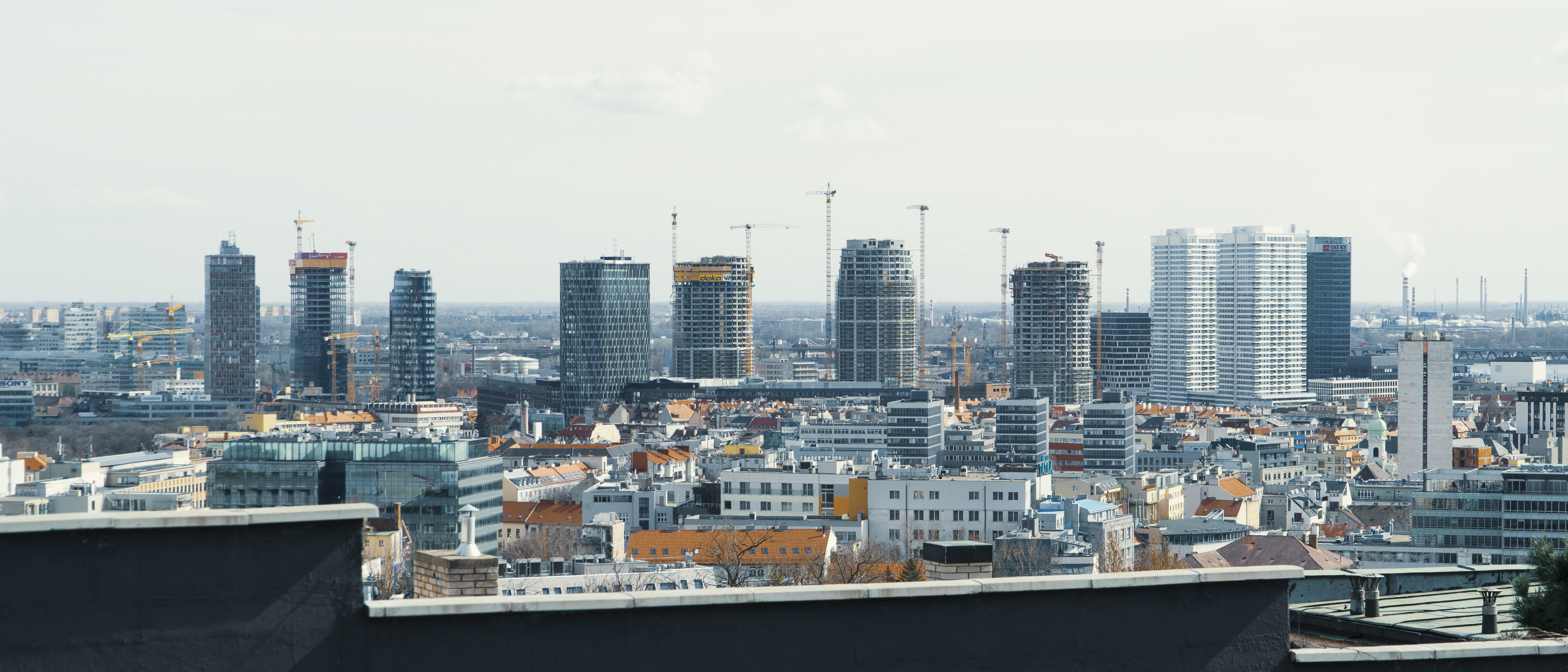
A belváros felhőkarcolói építés alatt (2019)
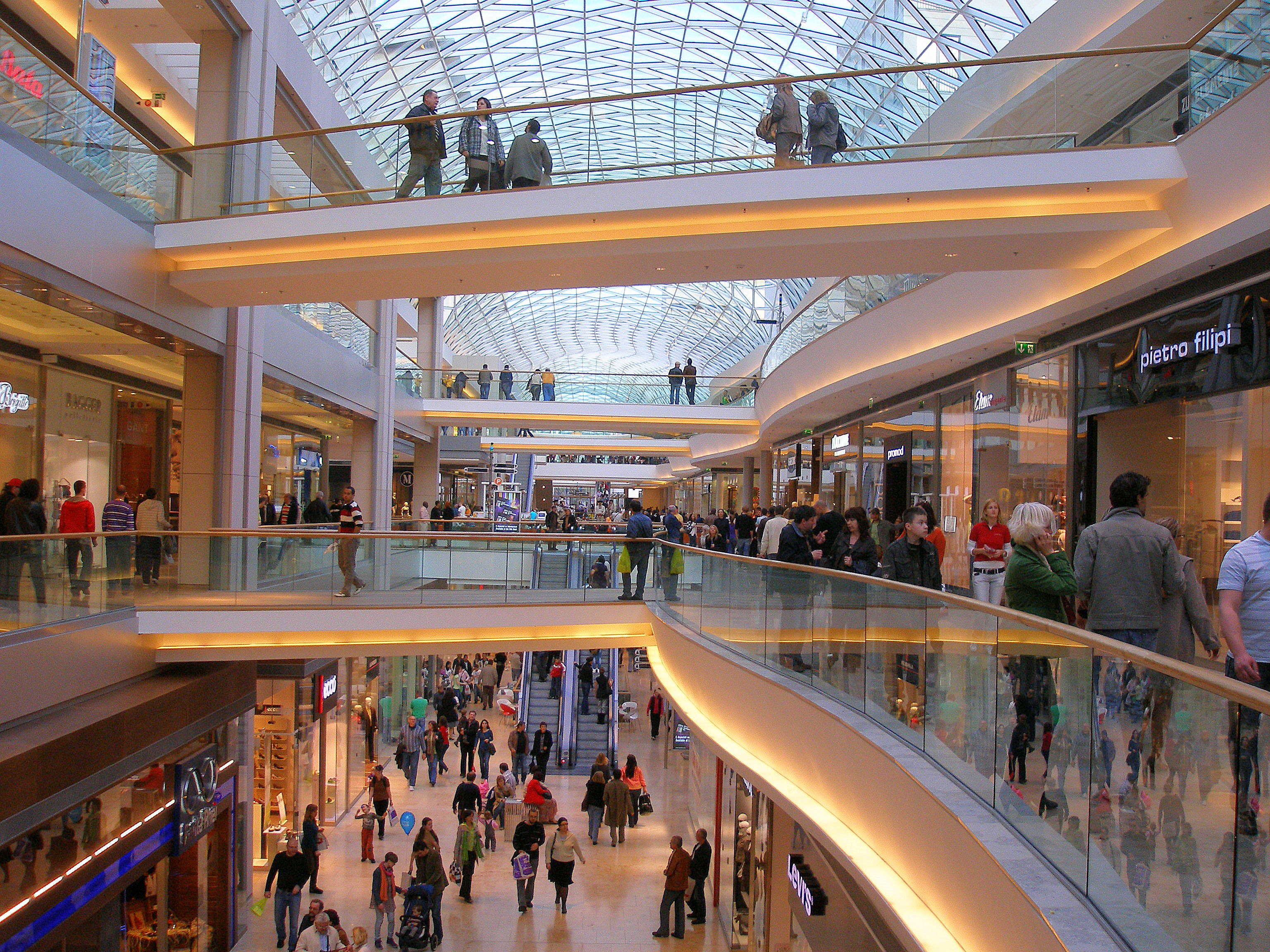
Az Eurovea nevű bevásárlóközpont

## Közlekedés

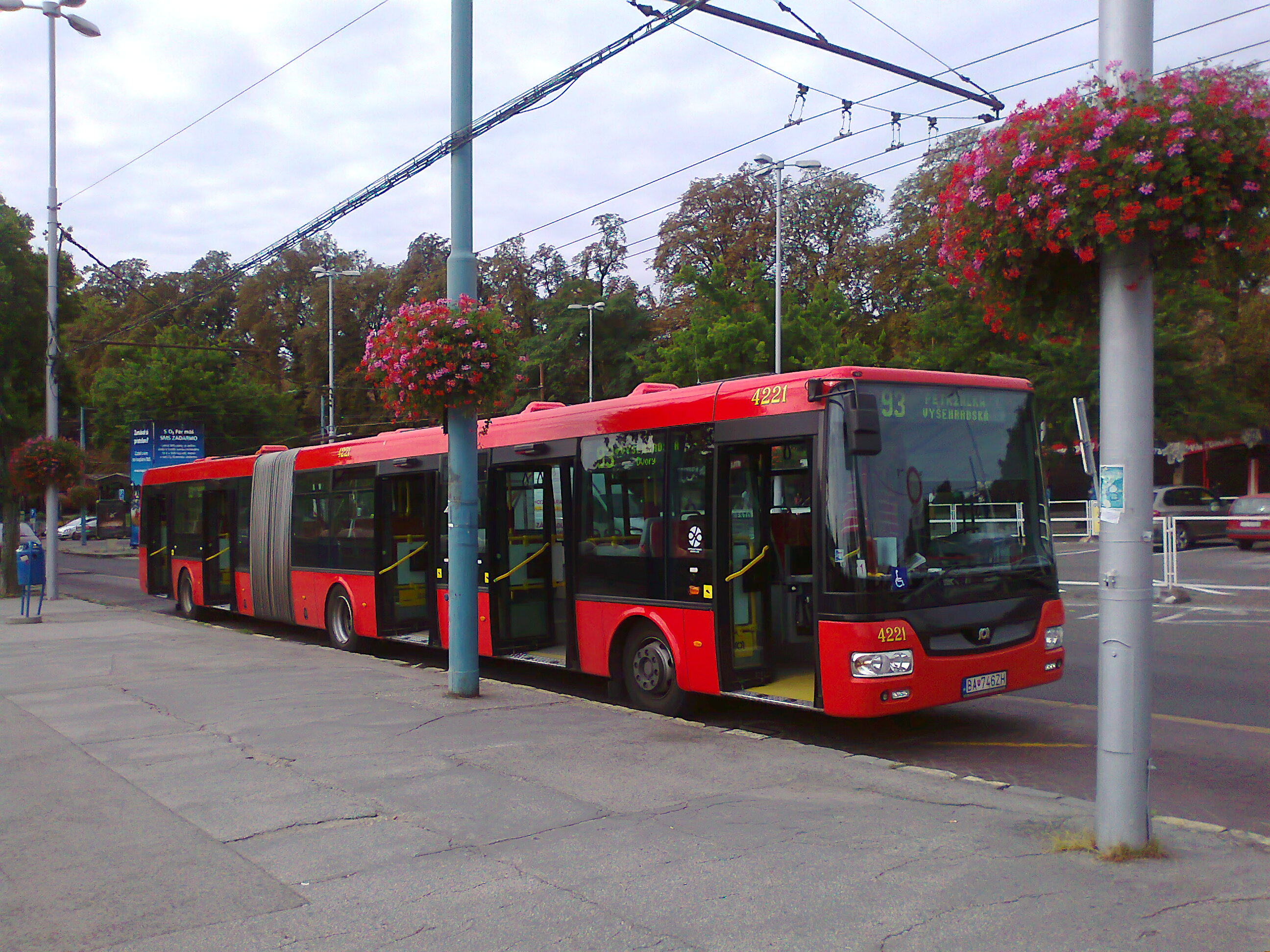
93-as autóbusz

### Légi közlekedés
A várost légi úton a Pozsonyi repülőtéren keresztül lehet elérni, amely 9 kilométerre a várostól északkeletre fekszik. Területi adottságai a repülőtér kapacitásbővítését lehetővé teszik. A 2007-es évben 2 024 000 utast szolgált ki.

## Sport

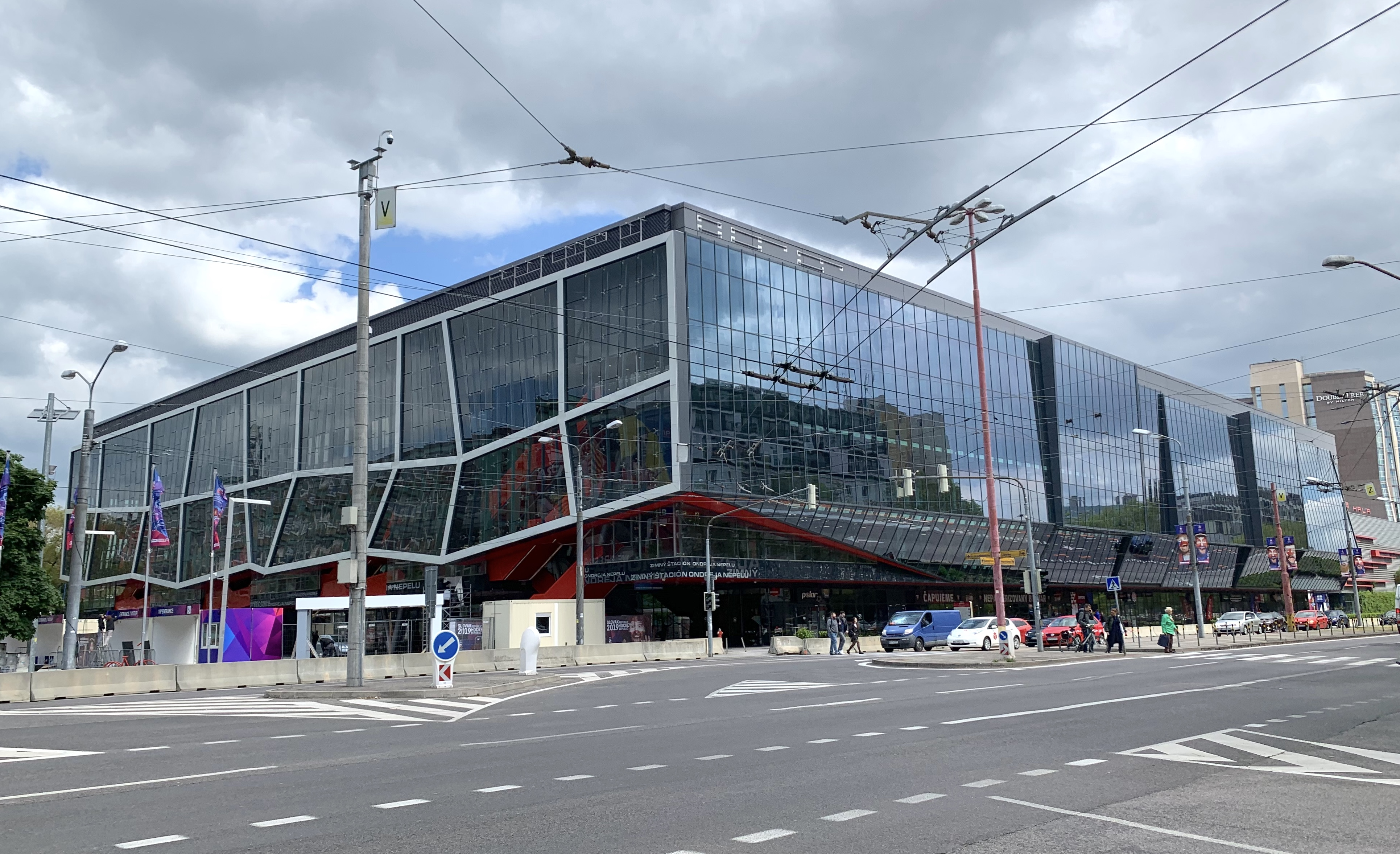
Ondrej Nepela Jégcsarnok

Pozsonyban elsősorban a jégkorong és a labdarúgás a legnépszerűbb sport. A Slovan Bratislava
mindkét sportágban megtalálható. A Slovan Szlovákia egyik leghíresebb sportklubja.

### Jégkorong
- HC Slovan Bratislava
- Ružinov Bratislava
- HOBA Bratislava

### Labdarúgás
- ŠK Slovan Bratislava
- Artmedia Petržalka
- Inter Bratislava

## Látnivalók
- A város felett már messziről kiemelkedik a négy saroktornyos vár épülettömbje. Ma a Szlovák Nemzeti Múzeum Történeti Múzeuma található benne. A vár ábrázolása megjelenik Szlovákiában vert euróérméken is.
- A vár alatt áll a gótikus koronázótemplom, a Szent Márton-dóm.
  - A templom a 14. század elején épült a korábbi 1221-ben épített Szent Megváltó templom helyén. A 15. és 16. században fokozatosan bővült, 1730-ban készült el a Keresztelő Szent János kápolna. Mai formáját az 1895-ös felújítással nyerte el. Neogótikus tornya 85 m magas, tetején az aranyozott Szent Korona másolata csillog, annak emlékére, hogy 1563 és 1830 között itt koronázták a magyar királyokat. A főoltár feletti ezüstkoporsó Szent Márton ereklyéit tartalmazza. Szent Márton lovasszobra Rafael Donner alkotása. Kegyszobra, a Fájdalmas Szűzanya 1641-ben készült fogadalomból, 1894 óta búcsújáróhely. Sírboltjában nyugszik Pázmány Péter érsek és a Pálffy család több tagja is.
- A ferencesek templomát és kolostorát IV. László alapította 1290-ben a morvamezei győzelem örömére, később barokkosították.
- A klarisszák temploma és zárdája a 13. században épült, eredetileg a cisztercieké volt. 1782-ben egyetemi épület lett.
- A jezsuita templom 1636-ban épült evangélikus templomnak, csakúgy, mint az Orsolya-nővérek temploma 1640-ben. A mellette épült zárdába 1672-ben költöztek be az apácák.
- A vár alatti Szent Miklós templom 1664-ben épült a várnép számára, ma ortodox templomként működik.
- A kapucinus templom 1708 és 1717 között épült, 1861-ben átépítették.
- A Trinitárius-templom 1717 és 1727 között épült, barokk stílusban.
- Az irgalmasok temploma, rendháza és kórháza 1723 és 1728 között épült.
- A Szent Erzsébet-templom 1739 és 1742 között épült barokk stílusban.
- Az evangélikus nagytemplom 1774 és 1776 között épült a németek számára.
- Az 1830-ban épült kórháztemplom helyén állt a középkorban a Szent Lászlóról elnevezett városi ispotály.
- A Kék templom (Szent Erzsébet-templom) 1909-től 1913-ig épült Lechner Ödön tervei szerint, szecessziós stílusban.
- A virágvölgyi templom 1885 és 1888 között épült, kegyképét, a Jótanács Anyját 1786-ban egy helyi kereskedő hozta Itáliából. A templom búcsújáróhely.
- A Kálváriatemplom 1694-ben épült, kegyképe a Havas Boldogasszony.
- A közelében álló mélyúti kápolnát az 1713-as pestisjárvány után a Lauermann család építtette megmenekülésük emlékére, ezt 1824-ben újjáépítették, majd 1948-ban új templom épült a helyére.
- Búcsújáróhely a hidegkúti kegytemplom is.
- A középkori erődfal maradványa, a Szent Mihály-kapu (vagy Mihálykapu) 1411-ben épült.
- Az egykori koronázódombon állott Fadrusz János híres Mária Terézia-lovasszobra, amelyet 1920-ban a csehek ledöntöttek.
- A római katolikus hittudományi főiskola 1621-ben épült.
- A préposti palota 1632-ből való.
- A Dunai Akadémia épülete a 15. század közepén épült.
- Az óvárosháza épülete 15. századi, egykori őrtornya 1590-ben földrengés következtében ledőlt, mai tornya barokk.[16]
- A kormány székháza 1761 és 1765 között épült, az esztergomi érsekek nyári palotájaként.
- A prímási palotát Batthyány József hercegprímás építtette 1778 és 1781 között, építője Hefele Menyhért volt.
- A Pozsonyi Városi Színház 1886-ban épült eklektikus stílusban, a korábbi 1776-ban alapított Rendi Színház helyén (ma operaház).
- A Ganümédesz-szökőkút, Tilgner Viktor Oszkár pozsonyi születésű szobrász alkotása (1888), a Szlovák Nemzeti Színház épülete előtt van.
- A Pozsonyi vashonvéd egykori szobra, Rigele Alajos alkotása, amely 1915-től 1919-ig állt a városban.

- A Grassalkovich-palota (ma Elnöki Palota) késő barokk-rokokó stílusban épült 1760-ban.
- A Várhegy oldalában áll a Jó Pásztor háza. Épült rokokó stílusban 1765-ben, ma egyedülálló óragyűjteménynek ad helyet.

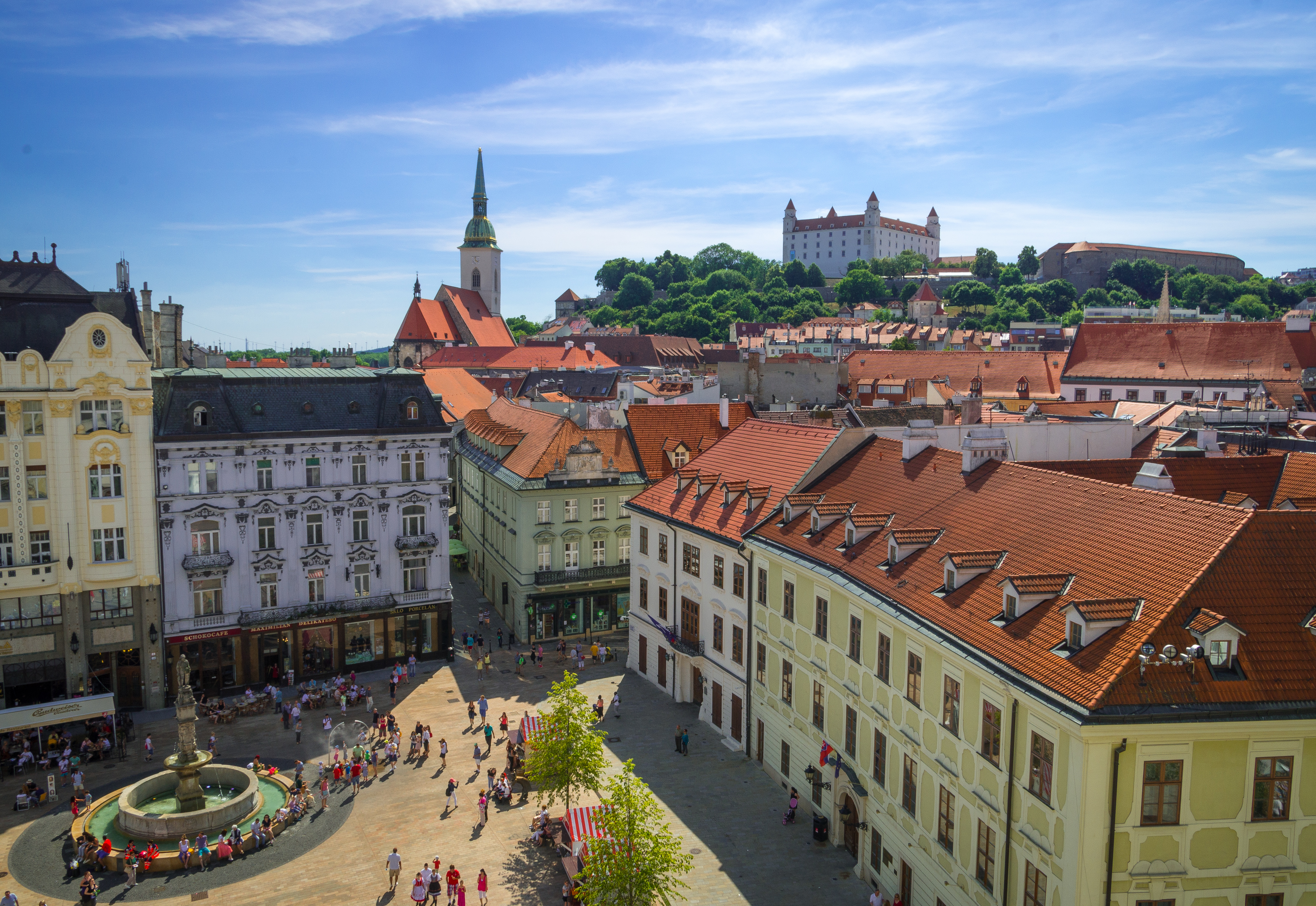
Óvárosi kép
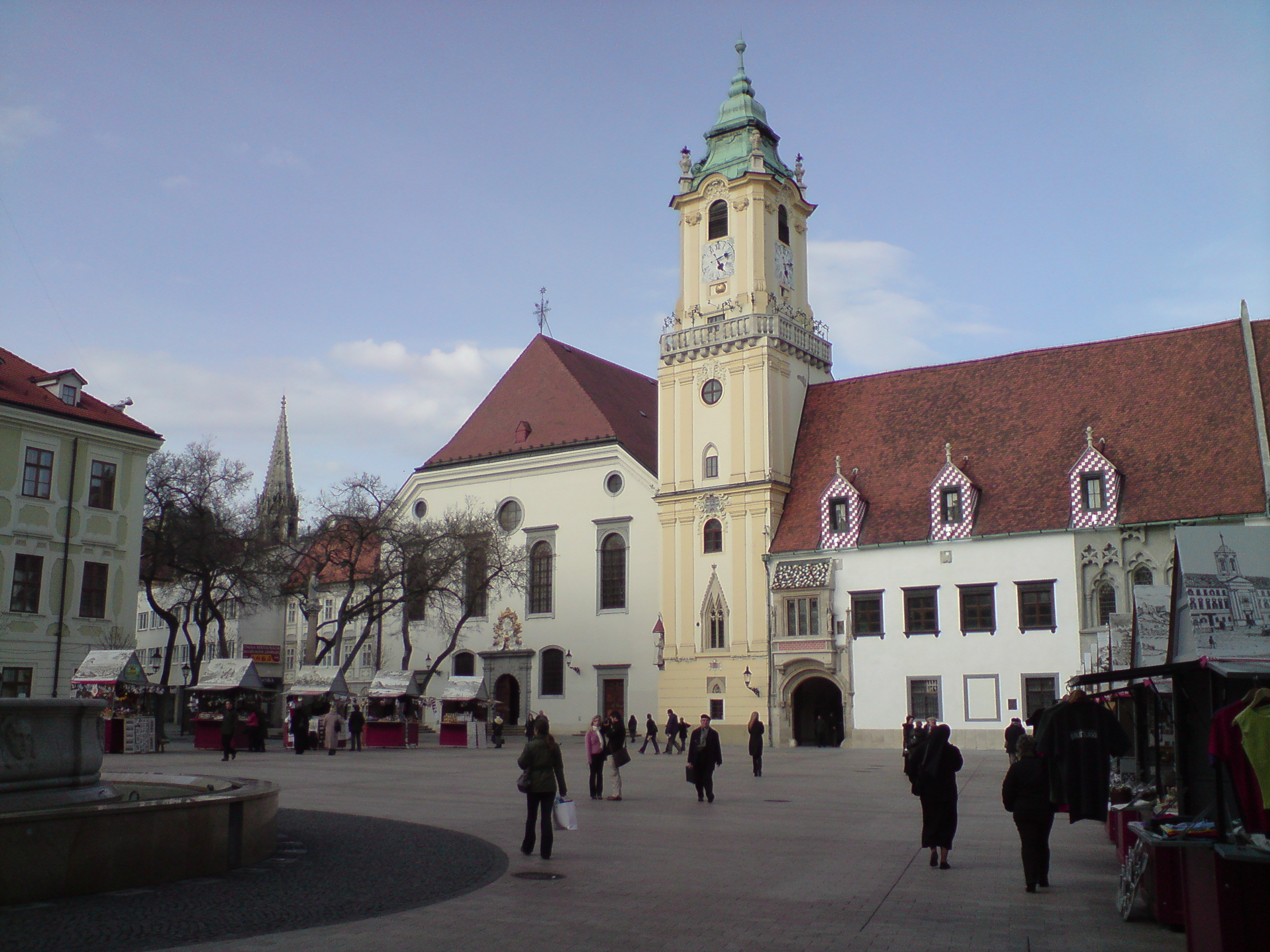
A főtér
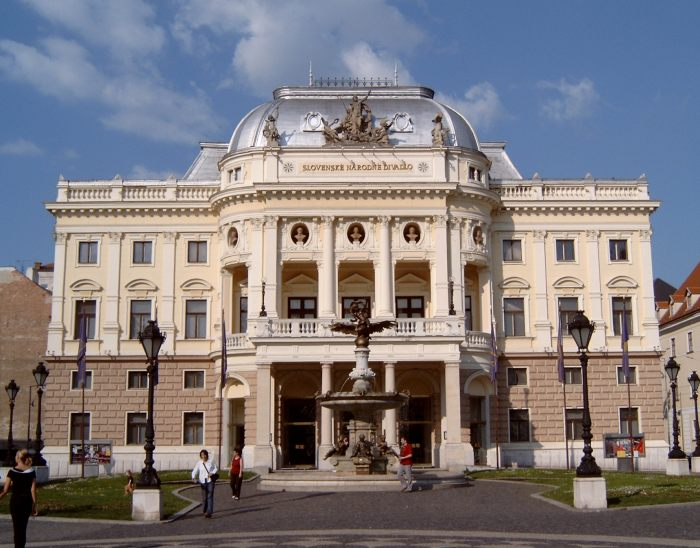
A régi Pozsonyi Városi Színház
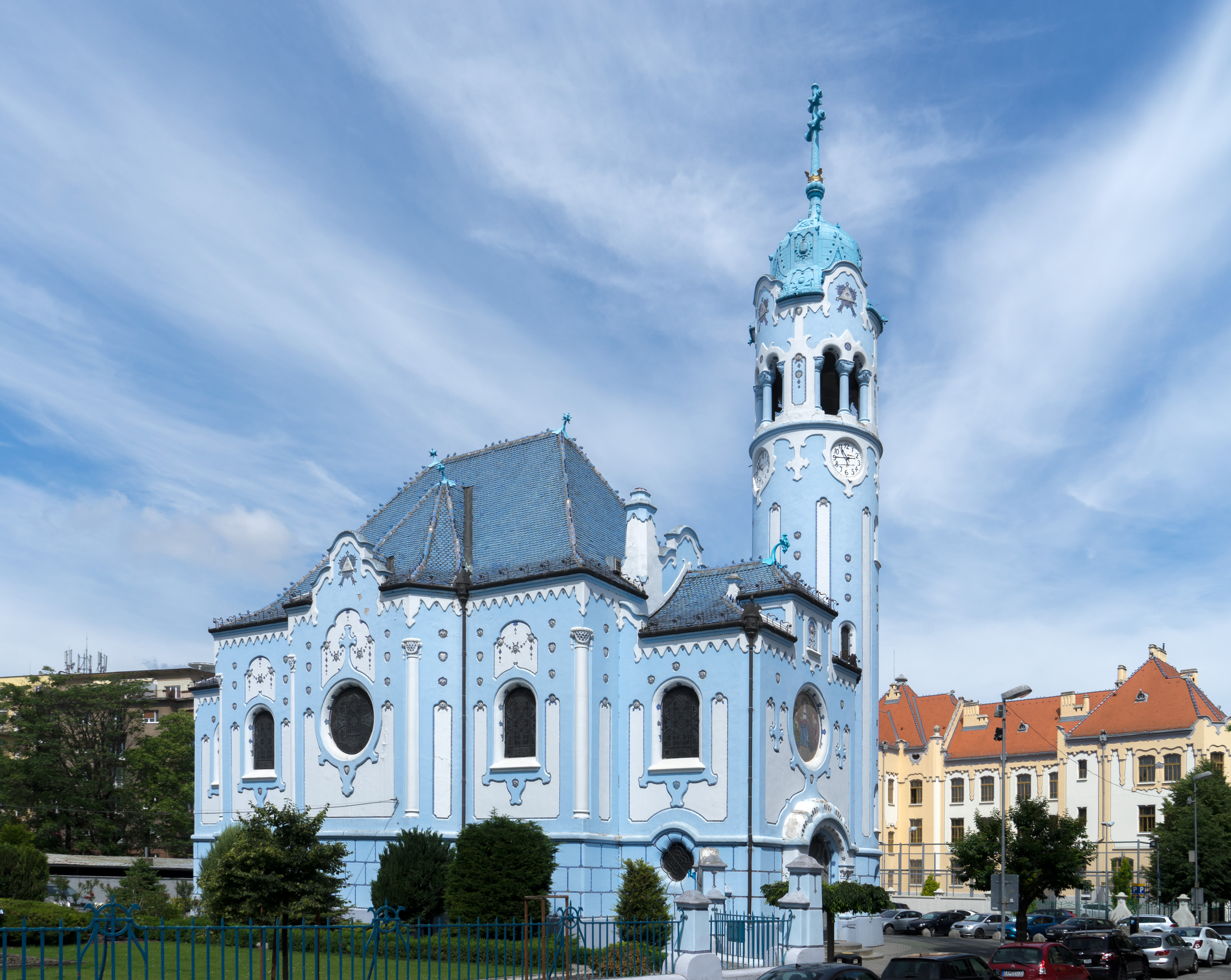
A Szent Erzsébet-templom (Kék templom)
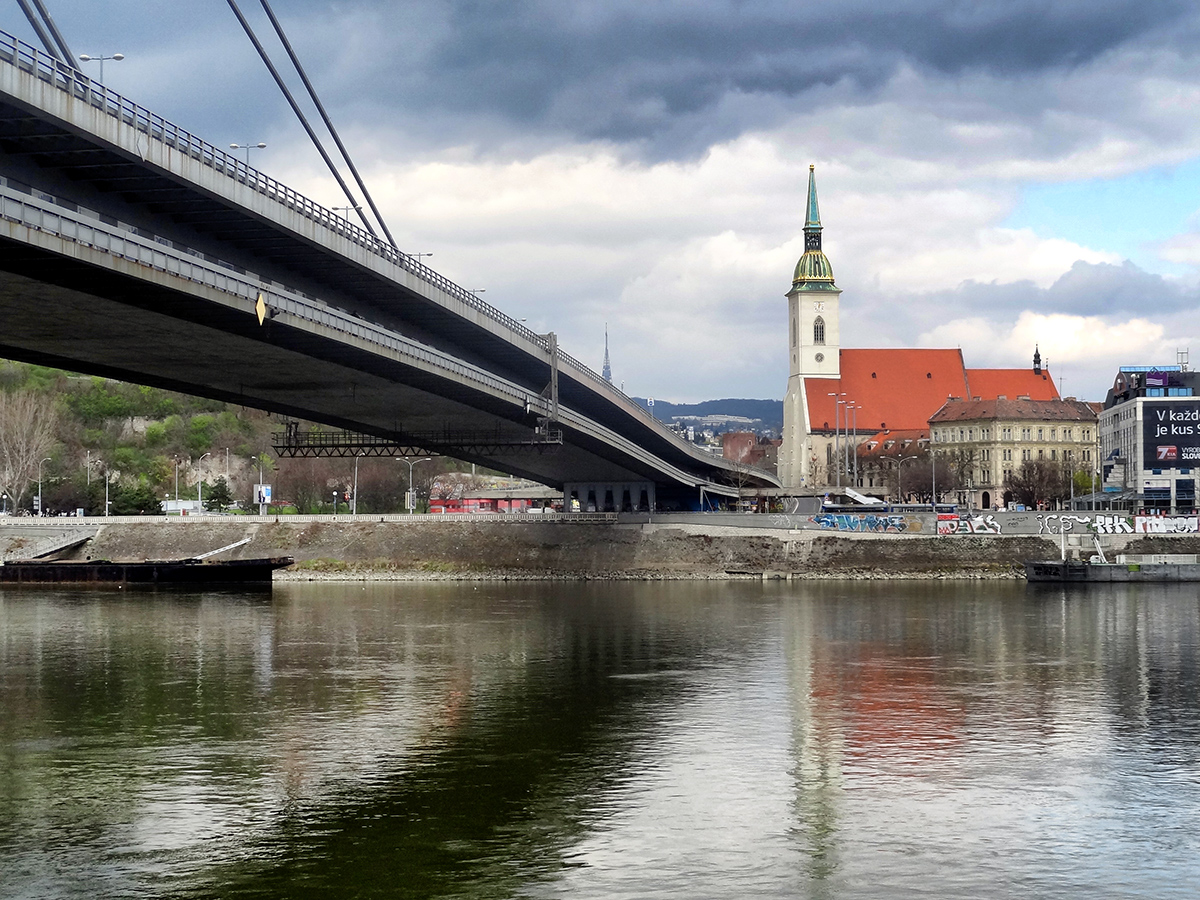
A dóm és az SNP híd
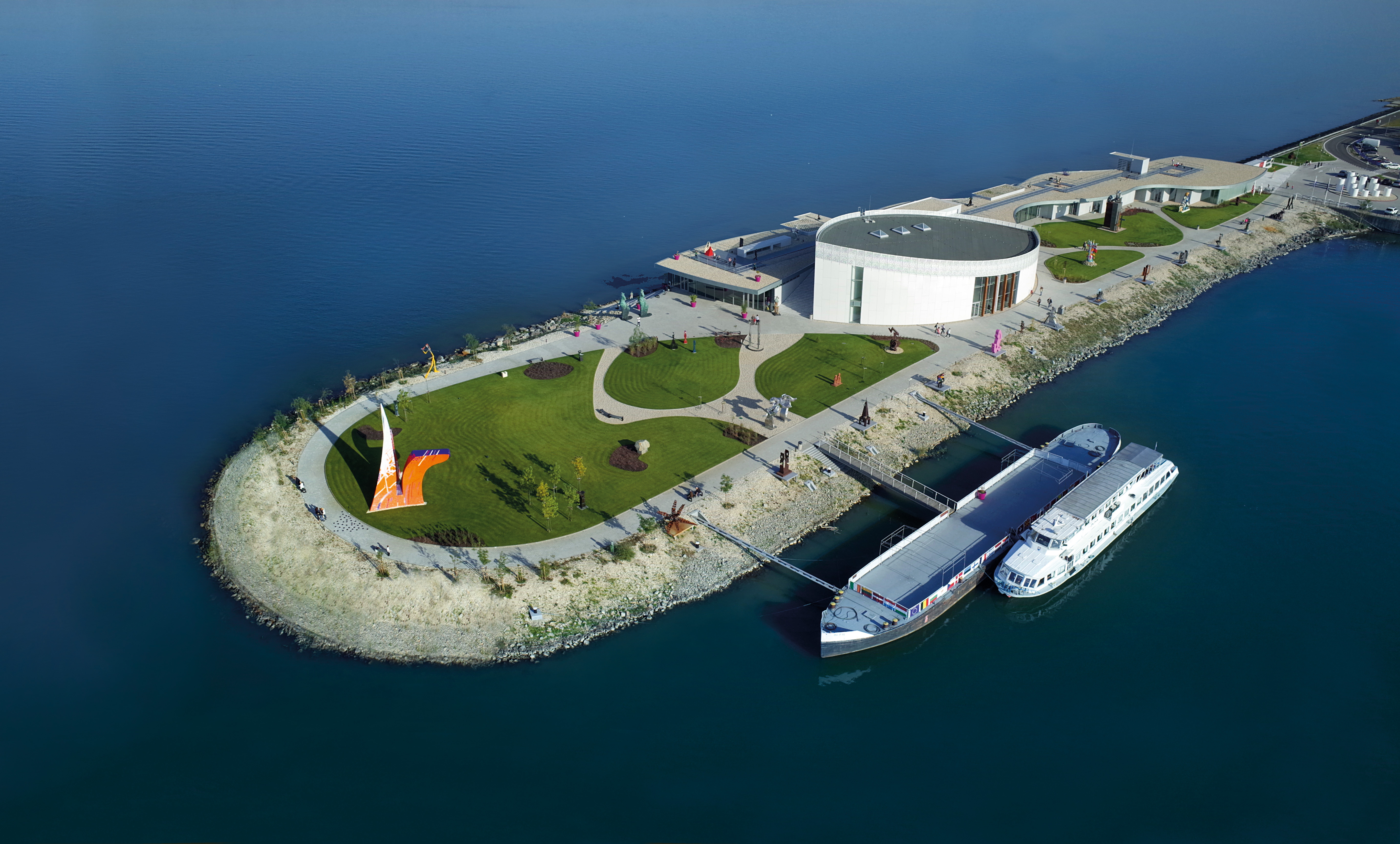
A dunai félszigeten fekvő Művészeti Múzeum

## Testvérvárosai
| - Alexandria, Egyiptom - Bécs, Ausztria - Bréma, Németország - Burgasz, Bulgária - Cleveland, USA - Jereván, Örményország - Kijev, Ukrajna - Krakkó, Lengyelország - Lárnaka, Ciprus - Ljubljana, Szlovénia | - Perugia, Olaszország - Prága, Csehország - Rotterdam, Hollandia - Rusze, Bulgária - Szaloniki, Görögország - Székesfehérvár, Magyarország - Szöul, Dél-Korea - Turku, Finnország - Ulm, Németország |